# Notropis braytoni
Notropis braytoni är en fiskart som beskrevs av Jordan och Evermann, 1896. Notropis braytoni ingår i släktet Notropis och familjen karpfiskar. Inga underarter finns listade i Catalogue of Life.